# صدیق (عنوان)
صِدِّیق (به عربی: صِدّیق؛ به معنای «راست‌گو») یک اصطلاح اسلامی است و به عنوان یک نام افتخاری به افراد خاصی داده می‌شود. اگر جنسیت فرد مؤنث باشد به شکل صدیقه تغییر می‌کند. صدیق لقب بسیار معروفی برای ابوبکر نخستین خلیفه راشدین است.

## لقب
مسلمانان اهل سنت از صدیق به عنوان لقب ابوبکر، اولین خلیفه اسلام و نزدیک‌ترین دوست محمد استفاده می‌کنند، در حالی که از صدیقه برای عایشه، دختر ابوبکر و همسر پیامبر (ام مؤمنین) استفاده می‌کنند.

## نزد صوفیان
صدیق در تصوف مرتبه‌ای است که بعد از نبی می‌آید. معمولاً به شخصی داده می‌شود که ادعای نبوت را در مراحل اولیه آن تأیید کند. صوفیه بر این باورند که چهار مرتبه زیر خالی از زمان و مکان است و از این رو زندگی و مرگ برای آن‌ها بی معنا می‌شود.
1. نبی - پیامبر، کسی که مستقیماً از غیب از خداوند آگاه شد.
2. صدیق - مسلمان اولیه که غیب را از محمد آموخت
3. شهید - شهید، کسی که جان خود را در راه رضای خدا داد و به این ترتیب فراتر از فنا شد.
4. صالح - صالح، کسی که ذره ذره عمر خود را در راه رضای خدا سپری می‌کند و بدین ترتیب از طریق فناء به مقام «بقاع» می‌رسد.

این چهار مرتبه در قرآن نیز ذکر شده‌است.

## نزد شیعیان
مسلمانان شیعه از صدیقه به عنوان لقبی برای فاطمه دختر محمد استفاده می‌کنند. در کتاب «آنگاه من هدایت شدم»، نویسنده شیعه از مخاطبان سنی خود می‌پرسد که چگونه ممکن است ابوبکر و فاطمه هر دو «صدیق» باشند، در حالی که درگیری‌های شدید و عمیقشان را در نظر می‌گیرند، و دلالت بر این دارد که منطق اقتضا می‌کند که یکی باید دروغگو باشد؟ پس دروغگو که نمی‌تواند دختر محمد باشد. (نکته: اهل سنت همه آن متن را به اختلافاتی که بین هارون نبی و حضرت موسی و هر دو همزمان صدیق و نبی بوده‌است تفسیر می‌کنند) نظر اهل سنت این است که محمد دختر فاطمه نیز صدیقه است. در لغت به معنای بسیار راست گو بوده که صیغه مبالغه از «صدق» می‌باشد. این کلمه هم به عنوان نام و هم به عنوان لقب مورد استفاده قرار گرفته‌است.

## پیامبران و اسلاف
در منابع اسلامی و تاریخی، به عنوان لقب برای برخی بزرگان دینی مورد کاربرد بوده‌است.
طبق آنچه در قرآن کتاب مقدس مسلمانان آمده‌است، سه پیامبر: ابراهیم، ادریس و یوسف و مریم مادر عیسی پیامبر مسیحیت نیز به صدیق لقب گرفته‌اند.

## صدر اسلام
دانشمندان از جمله طبرسی در الإحتجاج، شیخ صدوق در الخصال و شیخ طوسی در الأمالی، به استناد اخبار و روایاتی از محمد امین پیامبر اسلام و علی امام اول شیعیان، این لقب را برای علی آورده‌اند.
از جمله دانشمندان اهل سنت، مانند محبّ الدین طبری در الریاض النضرة، عقیلی در الضعفاء الکبیر، متقی هندی در کنزالعمال، ابن حجر هیتمی در صواعق المحرقه، طبرانی در المعجم الکبیر، شیخ الاسلام صدرالدین جوینی در فرائد السمطین  ابن ابی الحدید در شرح نهج البلاغه،ابن قتیبه در المعارف، طبری در تاریخش، ابن اثیر در الکامل فی التاریخ، ابن عساکر دمشقی شافعی در تاریخ مدینه دمشق، ابن عبدالبرّ در الاستیعاب فی معرفة الاصحاب، ابن حجر عسقلانی در الاصابة فی تمییز الصحابة، کلامی را نقل کرده‌اند یا خود علی در معرفی خویش (بر اساس اختلاف متون ذکر شده) این لقب را برای خود به کار گرفته‌است.
اما برخی دیگر از اهل سنت این لقب به ابوبکر خلیفه اول یا عایشه از همسران پیامبر اسلام داده می‌شود که طریقه لقب گرفتن ایشان از نظر تاریخی و روایی دانسته نیست.